# (5517) Johnerogers
(5517) Johnerogers est un astéroïde de la ceinture principale.

## Description
(5517) Johnerogers est un astéroïde de la ceinture principale. Il fut découvert le 4 juin 1989 à l'observatoire Palomar par Eleanor Francis Helin. Il présente une orbite caractérisée par un demi-grand axe de 2,59 UA, une excentricité de 0,12 et une inclinaison de 14,4° par rapport à l'écliptique.

## Compléments